# DDR-Badmintonmeisterschaft 1984

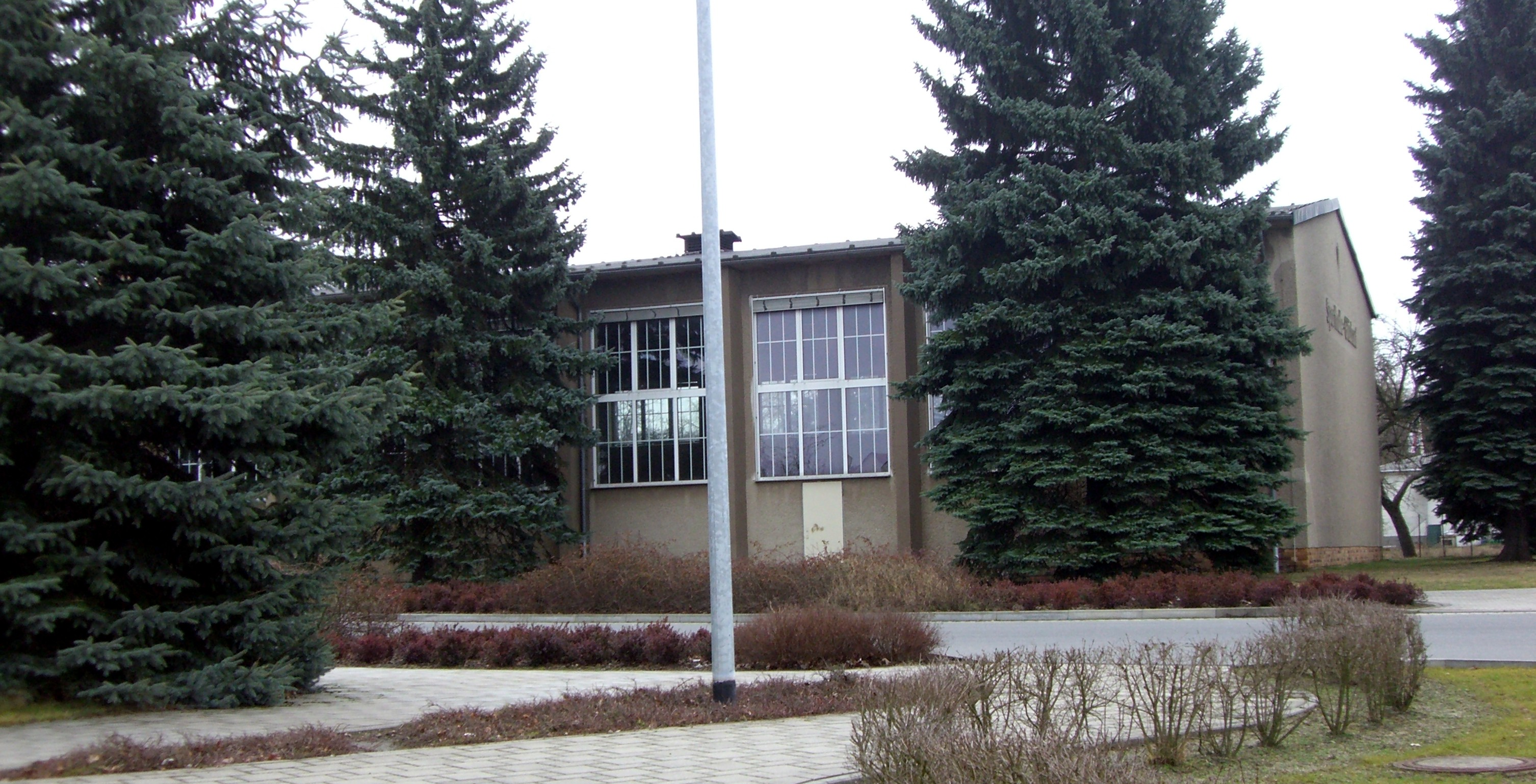
Sporthalle Glückauf Tröbitz

Die DDR-Badmintonmeisterschaft 1984 fand vom 25. bis zum 27. Mai 1984 in der Sporthalle Glückauf in Tröbitz statt. Es war die 24. Austragung der Titelkämpfe.

## Medaillengewinner
| Disziplin    | Gold                                                                        | Silber                                                                   | Bronze                                                                 |
| ------------ | --------------------------------------------------------------------------- | ------------------------------------------------------------------------ | ---------------------------------------------------------------------- |
| Herreneinzel | Edgar Michalowski (Einheit Greifswald)                                      | Erfried Michalowsky (Einheit Greifswald)                                 | Frank-Thomas Seyfarth (Fortschritt Tröbitz)                            |
| Herreneinzel | Edgar Michalowski (Einheit Greifswald)                                      | Erfried Michalowsky (Einheit Greifswald)                                 | Thomas Mundt (Einheit Greifswald)                                      |
| Dameneinzel  | Petra Michalowsky (Einheit Greifswald)                                      | Monika Cassens (HSG Lok HfV Dresden)                                     | Birgit Kämmer (Einheit Greifswald)                                     |
| Dameneinzel  | Petra Michalowsky (Einheit Greifswald)                                      | Monika Cassens (HSG Lok HfV Dresden)                                     | Petra Tobien (Kühlautomat Berlin)                                      |
| Herrendoppel | Frank-Thomas Seyfarth Jens Scheithauer (Fortschritt Tröbitz)                | Joachim Schimpke Thomas Mundt (Fortschritt Tröbitz / Einheit Greifswald) | Erfried Michalowsky Edgar Michalowski (Einheit Greifswald)             |
| Herrendoppel | Frank-Thomas Seyfarth Jens Scheithauer (Fortschritt Tröbitz)                | Joachim Schimpke Thomas Mundt (Fortschritt Tröbitz / Einheit Greifswald) | Dirk Hickl Kai Abraham (EBT Berlin)                                    |
| Damendoppel  | Monika Cassens Petra Michalowsky (HSG Lok HfV Dresden / Einheit Greifswald) | Michaela Junker Petra Tobien (Einheit Greifswald / Kühlautomat Berlin)   | Angela Michalowski Birgit Kämmer (Einheit Greifswald)                  |
| Damendoppel  | Monika Cassens Petra Michalowsky (HSG Lok HfV Dresden / Einheit Greifswald) | Michaela Junker Petra Tobien (Einheit Greifswald / Kühlautomat Berlin)   | Kerstin Bohn Heike Franke (Einheit Greifswald / Rotation Erfurt)       |
| Mixed        | Erfried Michalowsky Petra Michalowsky (Einheit Greifswald)                  | Edgar Michalowski Angela Michalowski (Einheit Greifswald)                | Thomas Mundt Monika Cassens (Einheit Greifswald / HSG Lok HfV Dresden) |
| Mixed        | Erfried Michalowsky Petra Michalowsky (Einheit Greifswald)                  | Edgar Michalowski Angela Michalowski (Einheit Greifswald)                | Andreas Benz Birgit Kämmer (HSG Lok HfV Dresden / Einheit Greifswald)  |